# 巴尔巴
巴尔巴（法語：Barbas）是法国默尔特-摩泽尔省的一个市镇，属于吕内维尔区（Lunéville）布拉蒙县（Blâmont）。该市镇总面积7.33平方公里，2009年时的人口为148人。

## 人口
巴尔巴人口变化图示